# Pont Renault
Le pont Renault est le pont qui relie l'Île Seguin au cours de l'Île Seguin, au droit du quai Georges-Gorse, à Boulogne-Billancourt.
Il est le seul accès routier à la Seine musicale. Il est accessible aux PMR grâce à des ascenseurs.

## Historique
Cette passerelle piétonne, conçue par l'architecte Marc Barani, a été inaugurée en 2009.